# خیبری
خیبری یکی از روستاهای شهرستان گناباد در استان خراسان رضوی است.
این روستا در شمال شهر گناباد واقع شده و با آن ۵ کیلومتر فاصله دارد. از جنوب به روستای دلویی متصل است ولی با وجود وصل بودن این دو روستا، اهالی آن دو لهجه متفاوت دارند. قنات‌های سه روستای دلویی و خیبری و مند یک مادرچاه مشترک دارند.
میوه‌جات خیبری به داشتن کیفیتی بالا مشهورند.
نام این روستا در کتاب «تاریخ حافظ آبرو» (۸۲۳ قمری) ذکر شده‌است.
وجه‌تسمیه روستای خیبری؛ روایت زنده‌ای از آب
نام‌ها، تنها نشانه‌هایی بر نقشه نیستند؛ آن‌ها حافظه‌ی زنده‌ی مردمان‌اند، روایت‌گر آنچه بر سرزمینی گذشته، و بازتابی از پیوند انسان با زیست‌بوم خویش. در سرزمین کم‌آب و خشک ایران، که هر قطره آب چون دانه‌ای از طلا ارزشمند است، بسیاری از شهرها و روستاها با الهام از آب، این مایه‌ی حیات، نام‌گذاری شده‌اند. روستای خیبری نیز از دل همین سنت برخاسته است؛ نامی که نه‌فقط یک نشانی جغرافیایی، بلکه سندی است از زندگی، تلاش و خلاقیت مردمانی که قرن‌ها با طبیعت دست‌وپنجه نرم کرده‌اند.
ریشه‌ی واژه‌ی «خیبری» در ترکیب دو واژه‌ قرار دارد
«خی»، به معنای مشک آب ظرفی سنتی از چرم  که برای نگهداری و جابجایی آب به‌کار می‌رفته، و
«بری»، برگرفته از «بردن»؛ به معنای حامل یا منتقل‌کننده.
در کنار هم، «خیبری» به معنای آورنده‌ی مشک آب، یا جایی که از آنجا آب با مشک حمل می‌شده است  شکل می‌گیرد. این نام،  از روزگاری می گوید  که مردم  با مشک‌، از قنات‌ یا گودال‌های آب باران، آب را حمل می کردند.
آن روزها، آب نه با لوله و پمپ، بلکه با گام‌های پیوسته، شانه‌های خسته و دستان حمل می‌شد.
خیبری،  این نام،  بازمانده‌ی زمانی  ست که در آن، آب، در مشک‌ها ذخیره می‌گردید و با عبور از پیچ‌وخم کوچه‌ها، به جان خانه‌ها می‌نشست.
در عصر وفور لوله‌کشی و فراموشی ریشه‌ها، چنین نام‌هایی هشداری‌اند: مبادا قدر آب را ندانیم؛ مبادا فراموش کنیم که آب در گذشته، نه‌تنها یک نیاز، بلکه مایه‌ی هویت و پایه‌ی نام‌گذاری بوده است. خیبری، یادآور این حقیقت است که فرهنگ ایرانی، بر پایه‌ی عقل زیستی شکل گرفته فرهنگی که در آن حتی ابزار حمل آب، چنان ارزشمند بوده که نام یک روستا را به خود اختصاص داده است.
پس خیبری، تنها یک روستا نیست؛ یک پیام است. پیامی از گذشته به آینده، از نیاکان به فرزندان، از دشواری به امید. پیامی که می‌گوید: زندگی، حتی با یک مشک ساده، در دل کویر ممکن بود اگر همت باشد، اگر باور به بقا باشد، اگر قدر آب دانسته شود.
بیایید وقتی نام خیبری را می‌شنویم، تنها به جغرافیا نیندیشیم؛ بلکه  خیبری، نشانگر فرهنگی است که هنوز هم می‌تواند ما را به پایداری، صرفه‌جویی و احترام به طبیعت فرا بخواند.
عکس هوایی